# Kap York
Kap York – przylądek na północno-zachodnim wybrzeżu Grenlandii, w północnej części Morza Baffina. Średnie temperatury na przylądku wahają się w granicach: w styczniu –21 °C (–29 °C w nocy), w lipcu 8 °C (3 °C w nocy). W roku 1932 na przylądku wybudowano pomnik dla upamiętnienia pobytu w tym miejscu Roberta Peary’ego. Z tej okolicy pochodzą także trzy meteoryty, z których jeden w roku 1897 został przywieziony przez Roberta Peary’ego do Stanów Zjednoczonych.